# Cvetka Klančnik - Belin
Cvetka Klančnik - Belin, slovenska jadralna pilótka, * 15. oktober 1931, Ljubljana, † 17. julij 1977, Lesce.
Bila je instruktorica jadralnega letenja, ukvarjala pa se je tudi s padalstvom. Gojence 1. vojne Gimnazije Maršala Tita- Mostar je učila prvih korakov in rutin v svetu letenja. V jadralnem letenju je dosegla 27. jugoslovanskih ženskih rekordov in dva svetovna rekorda. Leta 1956 v hitrostnem preletu 200 kilometerskega trikotnika v enosednem jadralnem letalu s povprečno hitrostjo 15 m/s (54 kilometrov na uro) in leta 1958 100 kilometerskega trikotnika  v dvosedežnem jadralnem letalu skupaj s Silvom Traunerjem s povprečno kitrostjo 23,728 m/s (85,42 km/uro). Za uspehe je prejela zlato C-značko z dvema diamantoma in leta 1976 Bloudkovo nagrado. Smrtno se je ponesrečila leta 1977 v Lescah.